# Kattkonserten
Kattkonserten (The Cat Concerto) är en kortfilm med Tom och Jerry. Den hade premiär den 26 april 1947. Filmen vann en Oscar för bästa animerade kortfilm.

## Handling
Katten Tom är en konsertpianist som inför en stor publik ska spela Ungersk rapsodi no 2 av Franz Liszt. Men musen Jerry sover i pianot och vaknar av spelandet, och han gör allt han kan för att störa Toms spelande, och Tom i sin tur ger igen mot Jerry.

## Om filmen
Samma år som den här filmen producerades släppte Warner Bros. den tecknade kortfilmen Rhapsody Rabbit (på svenska som Kalle Kanin som pianist) med Snurre Sprätt i huvudrollen. Båda filmerna använder samma musikstycke av Franz Liszt och använder samma slags skämt. Både MGM och Warner anklagade varandra för plagiering.